# Tony Lazzeri
Anthony Michael Lazzeri (6 de dezembro de 1903 – 6 de agosto de 1946) foi um jogador ítalo-americano profissional de beisebol que atuou como segunda base durante os anos 1920 e 1930, predominantemente com o New York Yankees da Major League Baseball. Fez parte da famosa sequência de rebatedores dos Yankees do final dos anos 1920 conhecida como "Murderer's Row" (mais notadamente o lendário time de 1927), ao lado de Babe Ruth, Lou Gehrig e Bob Meusel.
Lazzeri nasceu e cresceu em São Francisco. Abandonou a escola para trabalhar com seu pai, mas aos 18 anos de idade, começou a jogar beisebol profissionalmente. Após ter jogado nas ligas menores de beisebol de 1922 até 1925, Lazzeri se juntou aos Yankees em 1926. Foi membro da  equipe da American League no primeiro All-Star Game em 1933. Foi apelidado de "Poosh 'Em Up" por fãs italianos, de uma má tradução da frase italiana significando "hit it out" (rebata um home run).
Lazzeri é um dos 14 jogadores das grandes ligas a rebater um ciclo natural (rebatendo uma simples, uma dupla, uma tripla e um home run em sequência) e o único jogador a completar o ciclo natural com um grand slam. Também detém o recorde da American League por mais RBIs em jogo único, com 11 em 24 de maio de 1936. Na mesma partida de 1936, se tornou o primeiro jogador das grandes ligar a rebater dois grand slams em um jogo. Lazzeri foi postumamente induzido ao National Baseball Hall of Fame pelo Comitê dos Veteranos na votação de 1991.